# Alexis Scholl
Alexis Frank Jules Scholl (sinh ngày 11 tháng 3 năm 1996) là một cầu thủ bóng đá người Bỉ thi đấu ở vị trí hậu vệ trái cho Benfica B ở Bồ Đào Nha.

## Sự nghiệp câu lạc bộ
Là một sản phẩm của hệ thống trẻ Anderlecht, Scholl ra mắt chuyên nghiệp ở Bồ Đào Nha cho đội dự bị của Benfica vào ngày 12 tháng 9 năm 2015 trong chiến thắng trên sân nhà trước Académico de Viseu (2–0) tại Giải bóng đá hạng nhất quốc gia Bồ Đào Nha. Ngày 1 tháng 2 năm 2016, anh được cho mượn đến K.A.A. Gent đến hết mùa giải.